# Rose Paterson
Rose Emily Paterson (de soltera Ridley ; 13 de agosto de 1956-24 de junio de 2020) fue una ejecutiva de negocios británica, recaudadora de fondos y presidenta del hipódromo de Aintree.

## Primeros años
Rose Emily Paterson nació el 13 de agosto de 1956 en Northumberland.  Ella era la hija del cuarto vizconde Ridley  y Lady Anne Lumley (la hija del undécimo conde de Scarbrough). Su bisabuelo fue Sir Edwin Lutyens , a través de su hija Ursula, y su tío fue Nicholas Ridley , un prominente ministro del gabinete conservador en el gobierno de Thatcher . Su hermano, Matt Ridley, es el quinto vizconde Ridley, y tenía otros dos hermanos.
Vivían cerca de Seaton Burn en Blagdon Estate, propiedad de la familia. Fue educada en Westfield School en Newcastle upon Tyne y West Heath Girls 'School en Sevenoaks .  Cuando era una colegiala, publicó un libro (actuó como corredora de apuestas) sobre carreras de caballos y dijo: "Hice una gran matanza".  Después de la escuela tomó un año sabático y luego leyó historia en New Hall, Cambridge , y asistió a un curso de historia del arte en Venecia.

## Carrera
Trabajó para la casa de subastas Sotheby's , proporcionó asesoramiento y valoraciones sobre obras de arte.  Tras la elección de su marido como diputado en 1997, fue asistente personal y directora de oficina de su marido en Shropshire.
En 2014, fue nombrada presidenta del Hipódromo de Aintree y dejó de trabajar para su esposo en 2015.  Había sido directora del comité del hipódromo desde 2005.  En 2014, se convirtió en la primera mujer del Jockey Club Racecourses. presidente, sucediendo al cuarto barón Daresbury.
Fue nombrada miembro de la junta directiva del Jockey Club, propietarios de Aintree, en 2019. 

## Vida personal
En 1980, se casó con el empresario y futuro ministro del gabinete conservador Owen Paterson, hijo de Alfred Dobell Paterson y Cynthia M. Owen.  Tuvieron dos hijos y una hija.  Vivían en Shellbrook Hill en Ellesmere, Shropshire,  un edificio catalogado de grado II desde mayo de 1953,  y el castillo de Hillsborough cuando Owen era secretario de Estado de Irlanda del Norte.
Paterson contrajo COVID-19 en 2020.  Fue encontrada muerta en un bosque cerca de su casa en junio; La policía de West Mercia trató su muerte como "inexplicable" y no se pensó que ningún tercero estuviera involucrado.  Tenía 63 años.
Más tarde, un forense dictaminó que su muerte fue un suicidio.  El Rose Paterson Trust se fundó en su honor.